# Stazione di Montepescali
La stazione di Montepescali è una stazione ferroviaria situata a Braccagni, località all'estremità settentrionale del territorio comunale di Grosseto, ai piedi della collina di Montepescali.
La stazione, munita di 4 binari, si trova lungo l'importante ferrovia Tirrenica, nel punto in cui vi confluisce la ferrovia Siena-Grosseto, linea secondaria a binario unico e priva di corrente elettrica che permette i collegamenti per Siena, Empoli e Firenze: la biforcazione di questa linea secondaria avviene poche centinaia di metri a nord della stazione di Montepescali.
È classificata nella categoria "Bronze" di RFI.
Nella stazione fermano alcuni treni regionali veloci e regionali in servizio lungo la linea tirrenica, mentre tutti i convogli regionali da e per Siena, Empoli e Firenze effettuano la loro fermata presso la stazione.
Lungo la linea che collega Montepescali a Siena, poco a nord della stazione di Monte Antico è presente una biforcazione:
- il tratto diretto a Buonconvento, della ferrovia Siena-Monte Antico-Grosseto, è utilizzato da treni passeggeri e merci;
- il tratto Monte Antico-Asciano è usato soltanto per le gite in automotrice d'epoca che prevedono fermate nelle varie stazioni ed escursioni a borghi e castelli medievali. Questo era il tracciato originario della ferrovia Siena - Grosseto, l'unico fino al 1927, anno di inaugurazione del tratto Monte Antico - Siena via Buonconvento.

Le due diramazioni si incrociano poco prima di Siena (la linea via Buonconvento sovrappassa l'altra con un ponte) per proseguire di nuovo affiancate lungo un tratto comune di pochi chilometri all'interno della città di Siena, alla cui stazione convergono.